# Robert Bergeyre
Pour les articles homonymes, voir Bergeyre.

a Compétitions nationales et continentales officielles uniquement.

Dernière mise à jour le 26 décembre 2014.
Robert Étienne Jacques Bergeyre est un joueur de rugby à XV français, né le 2 juillet 1894 à Fontainebleau (actuelle Seine-et-Marne), et tué à l'ennemi à Ethe (Belgique) le 22 août 1914.

## Biographie
En décembre 1911, il est trois-quarts centre gauche de l’équipe de rugby de l’Union athlétique du lycée Michelet de Vanves. Il dispute une rencontre victorieuse face au Dulwich College de Londres. À la même époque, il joue au Sporting Club de Vaugirard. Considéré comme un grand espoir de son sport, il devint dès ses 19 ans un titulaire indiscutable de l'équipe première du club.
Il participe à un séjour à Londres pendant l’année scolaire 1910-1911 pour devenir membre du club de rugby des « London French ». La saison suivante, alors âgé de 17 ans, il intègre l’équipe première du SCV, qui se classe à la troisième place du championnat de première série, derrière le Racing Club de France et le Stade français, au poste de trois-quarts aile gauche. Le 21 décembre 1911, le SCV se déplace à Perpignan et s'impose par 19 points à 6 à la grande surprise des sudistes. 
En 1913, il s'engage volontairement dans le service de l’armée de terre et est incorporé au 103e régiment d'infanterie qui, comme d’autres dans l’infanterie, favorise la pratique du rugby sous forme de compétitions militaires. Il y joue avec son coéquipier du SCV Maurice Allemant. Avec Charles Barbier, François Allemant, Émile Fabre et Jules Agénor, il fait partie des joueurs sélectionnés dans l’équipe de Paris pour rencontrer celle de Londres en mars 1914.
Début août 1914, il est mobilisé à Lille et, en tant que caporal, se trouve engagé avec le 103e R.I. où il trouve la mort dès le 22 août au cours de la bataille des Frontières sur le front belge de Ethe,.

## Stade Bergeyre
Premier joueur du SCV tombé au front, son nom est donné au stade Bergeyre par son ancien coéquipier l'homme d'affaires Gaston François-Sigrand. Il est construit dans le 19e arrondissement de Paris sur l'actuelle butte Bergeyre. La guerre emporte dix joueurs du SCV (deux disparus et sept prisonniers) alors qu'il jouait les premiers rôles dans le championnat de Paris entre 1911 et 1914. 
Le stade accueille des rencontres de rugby, d’athlétisme et de football, dont des matchs des Jeux olympiques d'été de 1924 avant d'être démoli en 1926.